# Leunklot
Leunklot is een bestuurslaag in het regentschap Belu van de provincie Oost-Nusa Tenggara, Indonesië. Leunklot telt 1083 inwoners (volkstelling 2010).